# Route nationale 54 (Madagascar)
Pour les articles homonymes, voir Route nationale 54.
La route nationale 54 (N 54) est une route nationale s'étendant de Mahajanga jusqu'à l'aérodrome d'Amborovy à Madagascar.

## Description
La route nationale 54 parcourt 8 kilomètres dans la région de Boeny a l'ouest de Madagascar.
Elle part de la N 4 dans la ville côtière de Mahajanga et s'étend vers le nord-est jusqu'à l'aérodrome d'Amborovy.
Le bac Baobab relie quotidiennement et en une heure par la mer Mahajanga à Katsepy.
Le bac assure la jonction avec la N 19.

## Parcours
- Mahajanga
- Aérodrome d'Amborovy